# Михалопулос, Димитрис
Димитрис Михалопулос (родился в 1952 в Афинах) — франкоязычный греческий историк, бывший студент EHESS и бывший стипендиат программы Фулбрайта по древнему мореплаванию и истории Балкан. В настоящее время он прикреплен к Греческому институту морской истории и преподает «Историю современной Греции» в Народном университете (частное заведение, Афины).

## Биография
Учился в итальянской школе Афин (1964—1970 гг.), в Каподистрийском национальном университете Афин (1970—1974 гг.), во Французском институте Афин (1969—1971 гг.), в École Pratique des Hautes Études (стажер, 1974—1975 гг.) и, благодаря стипендии, предоставленной французским правительством, École des Hautes Études en Sciences Sociales (Высшей школе социальных наук) в Париже, которая в 1978 году присвоила ему звание Docteur ès Lettres.
В 1980—1982 годах он занимал пост хранителя архива президента Греческой Республики Константина Караманлиса. С 1982 по 1994 год он преподавал историю дипломатии в Университете Аристотеля в Салониках в качестве сначала лектора, а затем доцента. Он был профессором истории Дипломатической академии Греции (1991 г.), Военно-морской академии Греции (1994—1997 гг.) и Военной школы Греческого национального флота (1990—1997 гг.). Он был директором отдела греческих исследований Университета Вальядолида, прикрепленного к Европейскому культурному центру в Дельфах (1990 г.), выполняет функции куратора Музея города Афин (1990—2000 гг.) 5 и функции директора. «Института исследований Элеутериоса Венизелоса и его времени» (2004—2011 гг.) 6.
В качестве директора Музея города Афин он организовал первую выставку Русского музея в Греции. С этой целью он сотрудничал с Галиной Ивановной Ведерниковой, директором Музея города Москвы.а также с руководителями указанного музея Валентином Ханиным и Ириной Смагиной. Его любовь к России — одна из причин его увольнения.
Сегодня является действительным членом Académie des arts et sciences de la Mer (Порнише, Франция).

## Книги
- America, Russia and the Birth of Modern Greece, Вашингтон, Лондон: Academica Press, 2020 г., ISBN 978-1-68053-942-4.
- Philia’s Encomion. Greek-Turkish Relations in the 1950s, Стамбул: The Isis Press, 2018 г., ISBN 978-975-428-606-9.
- Ulisse nell’Oceano Atlantico, Саарбрюккен: Edizioni Accademiche Italiane, 2018 г. , ISBN 978-620-2-08420-8.
- Homer’s Odyssey beyond the Myths, Пирей: Институт морской истории Греции 2016 г., ISBN 978-618-80599-3-1.
- The Evolution of the Hellenic Mercantile Marine through the Ages, Пирей: Институт морской истории Греции, 2014 г., ISBN 978-618-80599-0-0.
- Upheaval in the Balkans: Venizelos and Politics, Мюнхен: GRIN Verlag, 2014, ISBN 978-3-656-75750-4.
- Les Argonautes, Париж: Dualpha, 2013 г., ISBN 978-2-35374-251-6.
- Eleutherios Venizelos. An Outline of his Life and Time,Саарбрюккен : Lambert Academic Publishing, 2012 г., ISBN 978-3-659-26782-6.
- Russia under Communism. Bulgakov, his Life and his Book, Saarbruecken: LAP, 2014, ISBN 978-3-659-53121-7